# 欠格 (言語学)
言語学における欠格（けっかく、けんかく、英語: abessive case、フィンランド語: abessiivi、中国語: 欠格（この意味では「缺格」ではない））とは、格の一種で、「～無し」、即ちある品物や性質を欠くことを意味するもの。
フィン・ウゴル語派（フィンランド語、エストニア語など）やコーカサス諸語などに独立の格として存在する。
フィンランド語（格語尾-tta）では動名詞に（「...せずに」の意味）、または副詞的慣用句として用いられることが多く、一般に欠格の代わりには"ilman＋分格"の形が普通である。